# Bruno Zuppiger
Bruno Zuppiger, né le 24 février 1952 à Saint-Gall et mort le 19 février 2016 à Hinwil, est un homme politique suisse membre de l'Union démocratique du centre (UDC).

## Biographie

### Formation et carrière professionnelle
Originaire de Hinwil et Jona, Zuppiger étudie de 1972 à 1976, après sa maturité, à l'Université de Saint-Gall (HSG) ainsi qu'au centre de formation des enseignants de Zurich. Il travaille d'abord comme enseignant. De 1982 à 1995, il est secrétaire puis directeur de l'association professionnelle du canton de Zurich (Kantonalen Gewerbeverbandes Zürich).
À partir de 1995, il travaille au sein de Zuppiger & Partner AG dans le domaine du conseil en économie et gestion. Il est également membre de plusieurs conseils d'administration. Il est président de l'organisation Swiss Label dès 2002 et de l'Union suisse des arts et métiers dès mai 2010. Il démissionne de ce dernier poste en décembre 2011.

### Carrière politique
Zuppiger est membre de l'Union démocratique du centre dès 1976. Il siège au conseil communal de Hinwil entre avril 1982 et mars 1990. De 1988 à 1994, il préside la section de son parti dans le district de Hinwil. Dès 1993, il est membre de la direction du parti dans le canton de Zurich.
De décembre 1991 à décembre 1999, Zuppiger représente l'UDC au parlement du canton de Zurich. Durant cette période, il est membre et président de plusieurs commissions telles que celles des finances (1995-1999). En 1999, il préside la commission de l'économie et de la fiscalité.
Dès les élections fédérales de 1999, il siège au Conseil national. Il est membre de sa commission des finances et, dès 2003, de la délégation des finances de l'Assemblée fédérale qu'il préside en 2005 et 2009. De 2003 à 2007, il est également membre de la commission des affaires économiques et fiscales et, dès 2007, de la commission de la politique de sécurité du Conseil national qu'il préside en 2008-2009. Il est élu au Conseil national dès 1999.
Le 1er décembre 2011, Zuppiger et Jean-François Rime sont désignés officiellement comme candidats au Conseil fédéral en vue de son renouvellement le 14 décembre. Toutefois, après des allégations d'irrégularités dans une affaire d'héritage révélées par l'hebdomadaire Die Weltwoche dans un article du 7 décembre,,, Zuppiger retire sa candidature le 8 décembre, au terme d'une réunion du groupe parlementaire UDC. Hansjörg Walter est alors désigné pour le remplacer,.
Accusé de détournement de fonds, il démissionne avec effet immédiat le 10 septembre 2012 au profit de Gregor Rutz.

### Vie privée
Zuppiger est marié à Rösli Zuppiger-Stocker et père de cinq enfants. Il réside à Hinwil, dans le canton de Zurich.
Il est colonel dans l'armée suisse.